# Carbonato de plomo(II)
El carbonato de plomo(II) es un compuesto químico con la fórmula química PbCO
3 . Se trata de un sólido blanco con varios usos prácticos, a pesar de su toxicidad.  Ocurre naturalmente como el mineral cerusita.
Al igual que todos los carbonatos metálicos, el carbonato de plomo(II) adopta una estructura densa altamente reticulada que consta deCO2−
3 y sitios de cationes metálicos. Como se verifica por cristalografía de rayos X, los centros de Pb(II) tienen siete coordenadas y están rodeados por múltiples ligandos de carbonato. Los centros de carbonato están unidos para bidentarse a un solo Pb y formar un puente con otros cinco sitios de Pb.

## Producción y uso

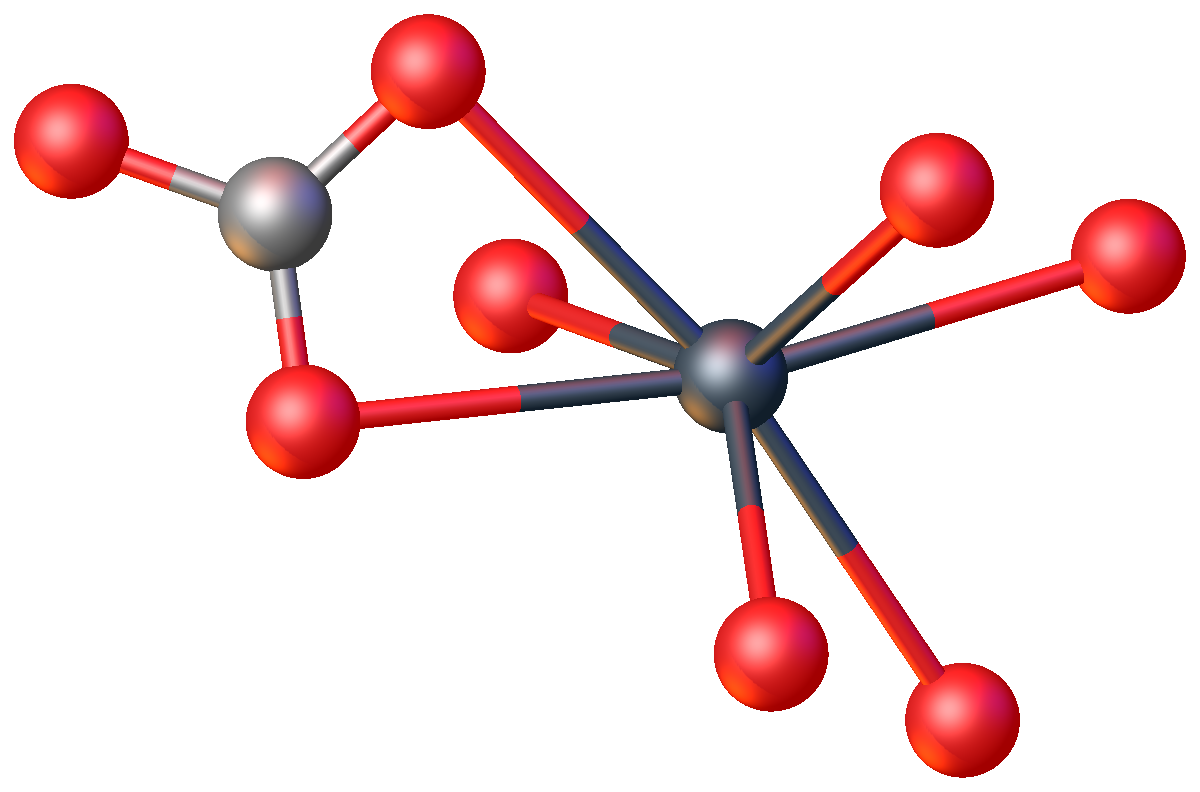
Sitio de Pb en el, destacando siete coordinaciones y la presencia de un ligando carbonato bidentado por cada centro de Pb.

El carbonato de plomo se fabrica pasando dióxido de carbono a una solución diluida fría de acetato de plomo(II), o agitando una suspensión de una sal de plomo más soluble que el carbonato con carbonato de amonio a baja temperatura para evitar la formación de carbonato de plomo básico. 
Pb(CH
3COO)
2 + [NH
4]
2CO
3 → PbCO
3 + 2 [NH
4](CH
3COO)
El carbonato de plomo se utiliza como catalizador para polimerizar formaldehído en poli(oximetileno) . Mejora la unión del cloropreno al alambre. 

## Reglamento
El suministro y uso de este compuesto está restringido en Europa.

## Otros carbonatos de plomo
Se conocen varios carbonatos de plomo:
- Cerusa, un carbonato de plomo básico,2PbCO
3·Pb(OH)
2
- shanonita ,PbCO
3·PbO
- plumbonacrita ,3PbCO
3·Pb(OH)
2·PbO[4]
- Abellaita ,NaPb
2(OH)(CO
3)
2
- Leadhillita ,2PbCO
3·PbSO
4·Pb(OH)
2